# Courcelles-sur-Vesle
Courcelles-sur-Vesle é uma comuna francesa na região administrativa de Altos da França, no departamento de Aisne. Estende-se por uma área de 8,81 km². Em 2010 a comuna tinha 353 habitantes (densidade: 40,1 hab./km²).